# Chenoa (album)
Chenoa è il primo ed eponimo album in studio della cantante argentino-spagnola Chenoa, pubblicato nel 2002.

## Tracce
1. Yo te daré – 3:06
2. Atrévete – 3:14
3. El centro de mi amor – 3:47
4. Oye, mar – 4:50
5. Love Story – 3:54
6. Una mujer – 3:53
7. Cuando tu vas – 3:18
8. Quiero ser – 3:22
9. El alma en pie (con David Bisbal) – 4:08
10. El tiempo que me das – 3:53
11. Desnuda frente a tí – 3:45
12. Chenoa – 4:25
13. Chicas solas – 3:18
14. Mystify – 3:15